# Odynerus cinnabarinus
Odynerus cinnabarinus är en stekelart som beskrevs av Richard Mitchell Bohart 1939. Odynerus cinnabarinus ingår i släktet lergetingar, och familjen Eumenidae. Inga underarter finns listade i Catalogue of Life.